# Nechamandra alternifolia
Nechamandra alternifolia är en dybladsväxtart som först beskrevs av William Roxburgh och Robert Wight, och fick sitt nu gällande namn av George Henry Kendrick Thwaites. Nechamandra alternifolia ingår i släktet Nechamandra och familjen dybladsväxter. IUCN kategoriserar arten globalt som livskraftig. Inga underarter finns listade.